# Peponocranium simile
Peponocranium simile là một loài nhện trong họ Linyphiidae.
Loài này thuộc chi Peponocranium. Peponocranium simile được Albert Tullgren miêu tả năm 1955.